# Demis Hassabis
Sir Demis Hassabis (* 27. července 1976 Londýn) je britský počítačový vědec a výzkumník v oblasti umělé inteligence. Je výkonným ředitelem a spoluzakladatelem Google DeepMind a Isomorphic Labs a poradcem britské vlády pro umělou inteligenci.
Je členem Královské společnosti a za svou práci na AlphaFold získal řadu prestižních ocenění včetně Průlomové ceny, Canada Gairdner International Award a ceny Laskerovy nadace. V roce 2017 obdržel Řád britského impéria a byl zařazen na seznam 100 nejvlivnějších lidí světa časopisu Time. V roce 2024 byl povýšen do rytířského stavu za „práci v oblasti umělé inteligence“.
V roce 2024 získal spolu s Johnem M. Jumperem Nobelovu cenu za chemii za „predikci struktury proteinů“.
Je jedním z hlavních propagátorů myšlenky existenčního rizika vývoje umělé inteligence a tvrdí, že umělá inteligence chytřejší než člověk je pravděpodobně vzdálena jen několik let a může způsobit zánik lidstva, zejména pokud bude zneužita.

## Mládí a vzdělání
Narodil se 27. července 1976 v Londýně do rodiny kyperského Řeka a Singapurky a vyrůstal v severním Londýně. Od čtyř let byl zázračným šachovým dítětem, ve 13 letech měl Elo 2300 a byl kapitánem mnoha anglických juniorských šachových týmů. V letech 1995, 1996 a 1997 reprezentoval Univerzitu v Cambridgi v univerzitních šachových zápasech Oxford-Cambridge.
V letech 1988–1990 navštěvoval chlapecké gymnázium v severolondýnském Barnetu. Následně byl vzděláván doma rodiči a v tomto období si koupil svůj první počítač Sinclair ZX Spectrum 48K, který financoval z výher v šachu. Počítač si koupil hlavně kvůli programování, jehož základy se naučil čtením knih. Poté studoval na všeobecném gymnáziu v East Finchley. Maturitu (A-level) složil v roce 1992, ve svých 16 letech.